# Białostockie Towarzystwo Naukowe w Białymstoku
Białostockie Towarzystwo Naukowe w Białymstoku (BTN) – polskie towarzystwo naukowe z siedzibą w Białymstoku. Działa w formie prawnej stowarzyszenia. 

## Historia
Białostockie Towarzystwo Naukowe w Białymstoku zostało powołane uchwałą podjętą w czerwcu 1961 r. podczas I Konferencji Nauk Historycznych, której organizatorami były: Kompleksowa Ekspedycja Jaćwieska, Muzeum w Białymstoku, oddział białostocki Polskiego Towarzystwa Historycznego.